# Велимир
Велими́р, разг. Вельмир, Велемир — славянское двухосновное мужское имя. Происходит от слов: прилагательного велии «большой» или глагола велеть «повелевать» и постпозиционного компонента «мир». Имеет женский вариант Велимира, разг. Вельмира.
Было одним из нецерковных имён, появившихся в средневековое дохристианское время. В 1980-е годы были попытки в СССР его применять. Имя преимущественно было популярно у южных славян, в том числе у сербов, хорватов и украинцев на территории бывшей Югославии, а также как македонское имя.